# Batalha de Gásni (1151)
A Batalha de Gásni de 1151 foi travada entre o emir gasnévida Barã Xá (r. 1117–1151) e as forças do sultão gúrida Aladim Huceine (r. 1149–1161). O sultão derrotou Barã Xá e tomou a cidade e a destruiu em vingança pela execução de seu irmão Cobadim em 1149.